# NGC 6131
NGC 6131 is een balkspiraalstelsel in het sterrenbeeld Noorderkroon. Het hemelobject werd op 15 juni 1882 ontdekt door de Franse astronoom Édouard Jean-Marie Stephan.

## Synoniemen
- NGC 6131A
- KUG 1620+390A
- UGC 10356
- IRAS16201+3902
- MCG 7-34-4
- ZWG 224.4
- PGC 57927